# Породична шетња у Београду
„Породична шетња“ је био назив за скупове грађана одржане 12. септембра 2009. и 9. октобра 2010. године, као одговор на заказану геј параду. На протесту 2009. године је учествовало неколико стотина грађана. Скуп је био у организацији Српског покрета Двери.